# Nerezine

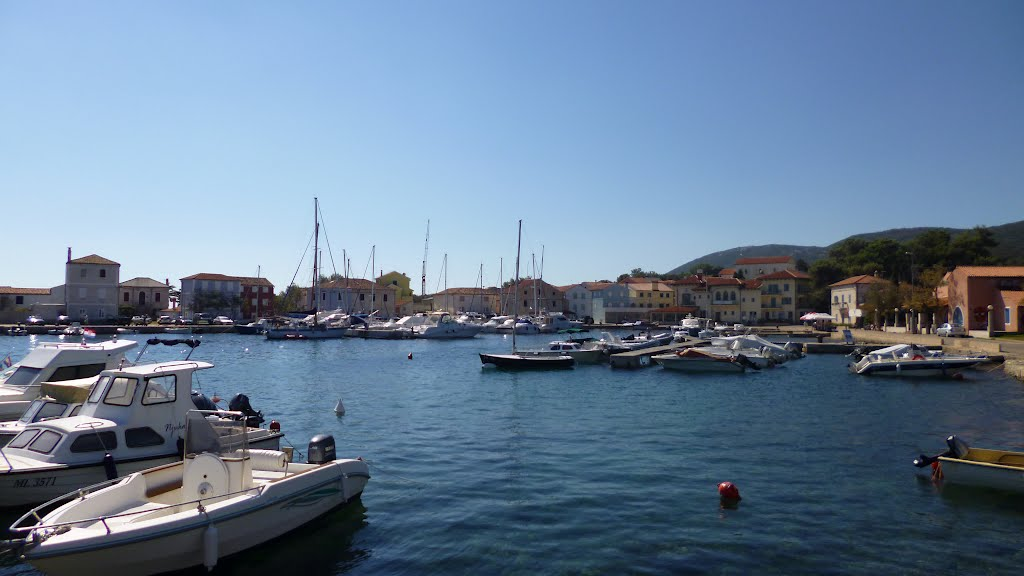
Přístav v Nerezine

Nerezine (italsky Neresine) je vesnice a přímořské letovisko v Chorvatsku v Přímořsko-gorskokotarské župě. Nachází se na ostrově Lošinj a je součástí opčiny města Mali Lošinj. V roce 2011 zde žilo celkem 353 obyvatel.
Sousedními vesnicemi jsou Osor a Sveti Jakov.